# Кубовая (Новосибирская область)
Кубо́вая — село в Новосибирском районе Новосибирской области России. Административный центр Кубовинского сельсовета.

## География
Площадь села — 158 гектаров.

## Население
| 2002 | 2007 | 2010 |
| ---- | ---- | ---- |
| 517  | ↘488 | ↗535 |

## Инфраструктура
В селе по данным на 2007 год функционируют 1 учреждение здравоохранения и 1 учреждение образования.